# 奧瓦通納國家農民銀行
奥瓦通纳国家农民银行是一座历史悠久的银行建筑，位于美国明尼苏达州奥瓦通纳，由路易斯·沙利文设计，装饰元素由乔治 · 埃尔姆斯利（George Elmslie）设计。该银行建于1908年，是沙利文的首个“珠宝盒式”银行设计。 建筑立面由红砖和绿色陶土带组成，面向街道的外墙有两个巨大拱门。 单层楼的银行办公室沿着两侧街道从建筑本体延伸。 内部装潢包括两片由路易斯·J·米莱（Louis J. Millet）设计的彩色玻璃窗，一幅由奥斯卡·格罗斯（Oskar Gross）创作的壁画，以及四个由埃尔姆斯利设计、由温斯洛兄弟公司（Winslow Brothers Company）铸造的巨型铸铁吊灯。

## 簡史
国家农民银行的官员找来了沙利文，部分原因是他们需要新创意，以满足有特定机能的银行建筑。他们认为，当时的传统银行建筑无法满足这些需求。沙利文设计的建筑包括农民交流室，让客户能在此互相做生意，以及妇女咨询室、银行董事会会议室、总裁办公室等。 所有房间都有丰富华丽的装饰，并配有定制家具。
国家农民银行在1940年进行了改造，破坏许多内部建筑元素。 不过1958年和1976年至1981年的工程使其风华再现。 1976年1月7日，国家农民银行因其建筑意义被认定为国家历史名胜。 该建筑现在是富国银行的一个分行，同时也是奥瓦托纳历史商业区的有价值财产（在美国规范历史区的法律中，有价值财产是指任何增加历史完整性或建筑品质的建筑、物体或结构，使历史街区具有重要意义）。

## 图片

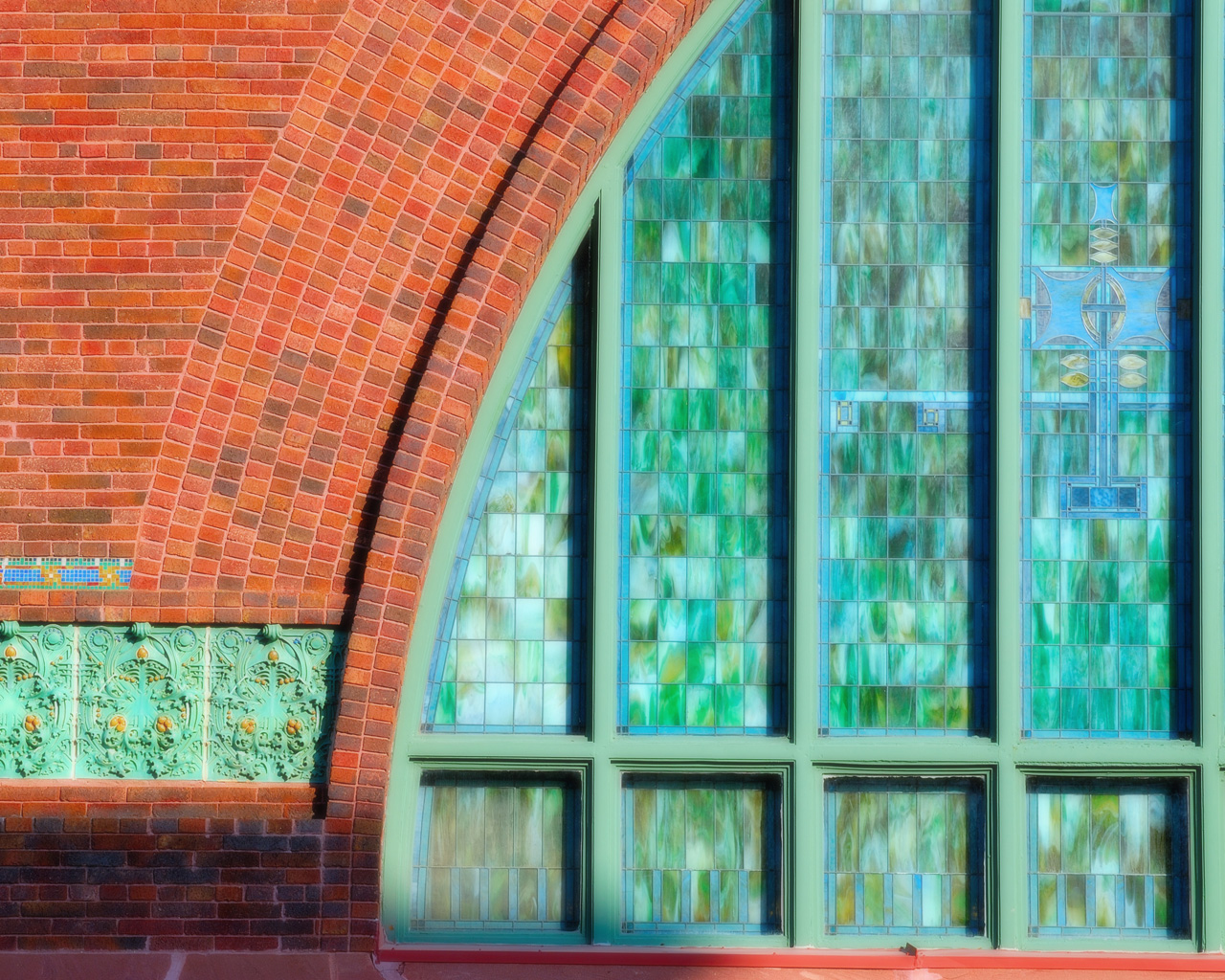
西立面细节
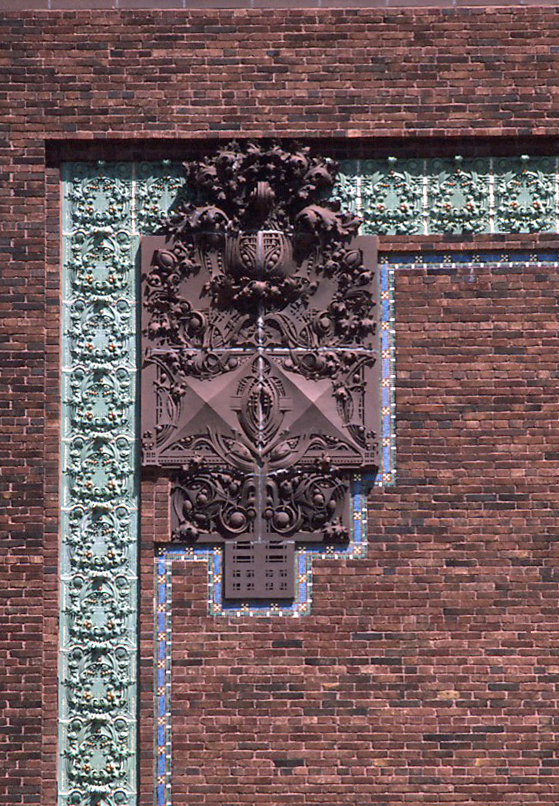
卷轴型装饰
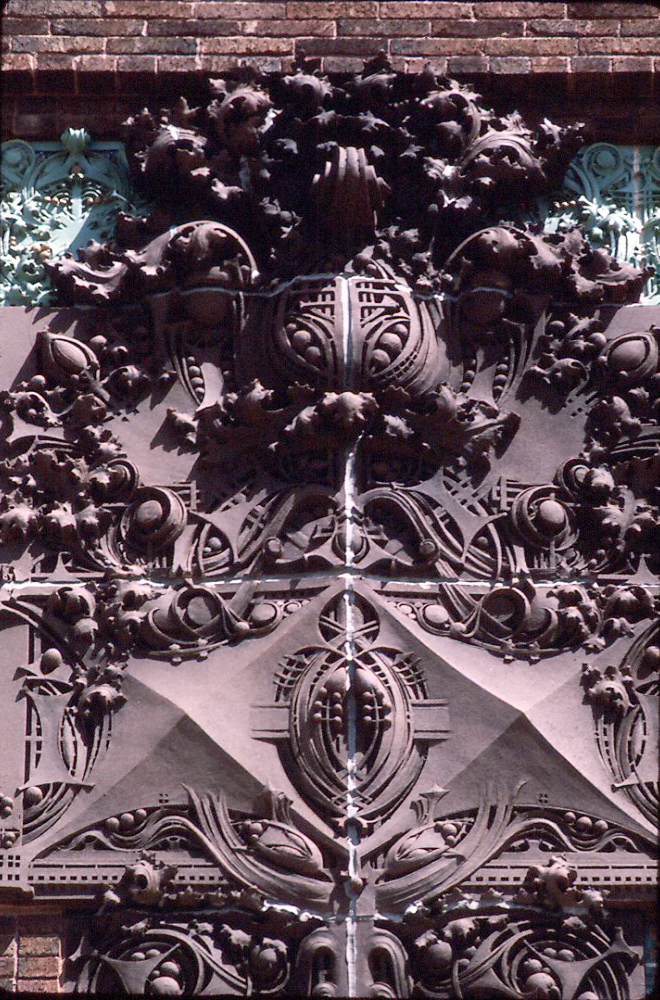
装饰细节
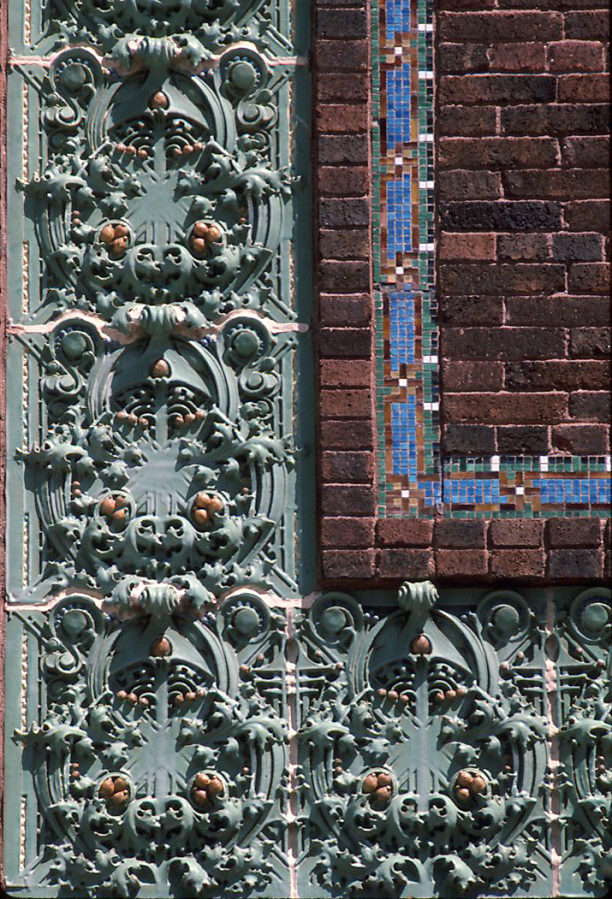
外部陶土装饰
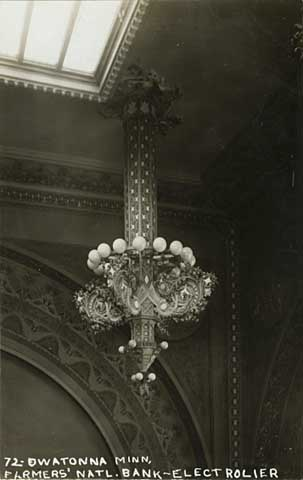
枝形吊灯

## 延伸阅读
- Millett, Larry. The curve of the arch: The story of Louis Sullivan's Owatonna Bank (1985). Minnesota Historical Society Press.
- Morrison, Hugh. . New York City: W. W. Norton & Company. 1998. ISBN 0393001164.